# Porta Maggiore
Porta Maggiore – starożytna brama w obrębie rzymskiego Muru Aureliana, wzniesiona około 50 roku naszej ery, za panowania cesarza Klaudiusza.
Bramę wzniesiono w celu zapewnienia bezkolizyjnego połączenia dwóch akweduktów: Aqua Claudia i Anio Novus. Zbudowana z trawertynu ma postać łuku z dwoma dużymi przelotami. Mniejsze przejścia znajdują się także w środkowym filarze i po bokach, w okalającym murze. Filary bramy ozdobione są zwieńczonymi tympanonami kolumnami wzniesionymi w porządku kompozytowym. Na szczycie znajduje się trzyczęściowa attyka, wewnątrz której przebiegały rurociągi akweduktów. Na attyce wyryte są inskrypcje upamiętniające wzniesienie budowli przez Klaudiusza oraz jej renowacje dokonane w czasach rządów Wespazjana i Tytusa. 
W III wieku n.e. bramę włączono w obręb wzniesionych z rozkazu cesarza Aureliana murów miejskich. Na początku V wieku cesarz Honoriusz ufortyfikował bramę, dobudowując do niej wieżyczki obronne. Dodatki te zostały usunięte w 1838 na polecenie papieża Grzegorza XVI.